# Мехмед Мехмеди
Мехмед Даути Мехмеди (на албански: Mehmed Dauti Mehmedi) е югославски партизанин и деец на комунистическата съпротива във Вардарска Македония.

## Биография
Роден е през 1911 година в село Заяс. От лятото на 1943 година влиза в НОВМ. Ранен е в битка в Мавровско като член на групата батальони на НОВ и ПОМ. След това влиза в Четвърта македонска албанска бригада. Делегат във второто заседание на АСНОМ. Убит е през юли 1945 година от балисти при засада на връщане от заседанието, заедно с друг делегат Рушит Лимани (Реджо Рушит Лимани-Заязи).